# Голотерии
Голотерии (лат. Holotheria) — инфракласс млекопитающих, включающий кюнеотериид (Kuehneotheriidae), спалакотероидов (Spalacotherioidea), дриолестоидов (Dryolestoidea), терий (Theria) и т. п.

## Классификация по McKenna & Bell (1997)
- Класс Млекопитающие (Mammalia)
  - Подкласс Териообразные (Theriiformes)
    - Инфракласс † Аллотерии (Allotheria)
    - Инфракласс † Триконодонты (Triconodonta)
    - Инфракласс Голотерии (Holotheria)
      - Семейство † Хроноператиды (Chronoperatidae)
      - Надлегион † Кюнеотерии (Kuehneotheria)
      - Надлегион Трехнотерии (Trechnotheria)
        - Легион † Симметродонты
        - Легион Кладотерии (Cladotheria)

## Классификация по Wang, Clemens, Hu & Li (1998)
- Holotheria
  - † Chronoperates
  - † Kuehneotheria
  - Trechnotheria
    - † Amphiodontidae
      - † Amphiodon
      - † Gobiotheriodon
      - † Manchurodon
      - † Nakunodon

    - † Spalacotheroidea
    - Symmetrodonta
      - † Asfaltomylos
      - † Atlasodon
      - † Ausktribosphenidae
        - † Bishops
        - † Ausktribosphenos

      - † Casamiquelia
      - † Thereuodon
      - † Eurylambda
      - † Shuontherium
      - Cladotheria

## Классификация по Kielan-Jaworowska, Cifelli & Luo (2004)
- Инфракласс Голотерии (Holotheria Wible et al., 1995)
  - Семейство † Хроноператиды (Chronoperatidae Fox, Youzwyshyn & Krause, 1992)
  - Надлегион Трехнотерии (Trechnotheria McKenna, 1975) (≈Yangotheria Chow & Rich, 1982)
    - Семейство † Австротриконодонтиды (Austrotriconodontidae Bonaparte, 1990)
    - Семейство † Гобиконодонтиды (Gobiconodontidae Chow & Rich, 1984)
      - † Spinolestes xenarthrosus

    - Семейство † Амфилестиды (Amphilestidae Osborn, 1888)
    - Надсемейство † Амфиодонтоиды (Amphiodontoidea Prothero, 1981)
    - Надсемейство † Спалакотероиды (Spalacotherioidea Prothero, 1981)
    - Отряд † Симметродонты (Symmetrodonta Simpson, 1925)
    - Отряд † Эутриконодонты (Eutriconodonta Kermack, Musset & Rigney, 1973)
    - Легион Кладотерии (Cladotheria McKenna, 1975)